# 責任制度
責任制度是用以決定行為人應負何種責任之制度。目前民法中所規範的責任大致上有過失責任、無過失責任、中間責任和衡平責任四種。